# 실론야계

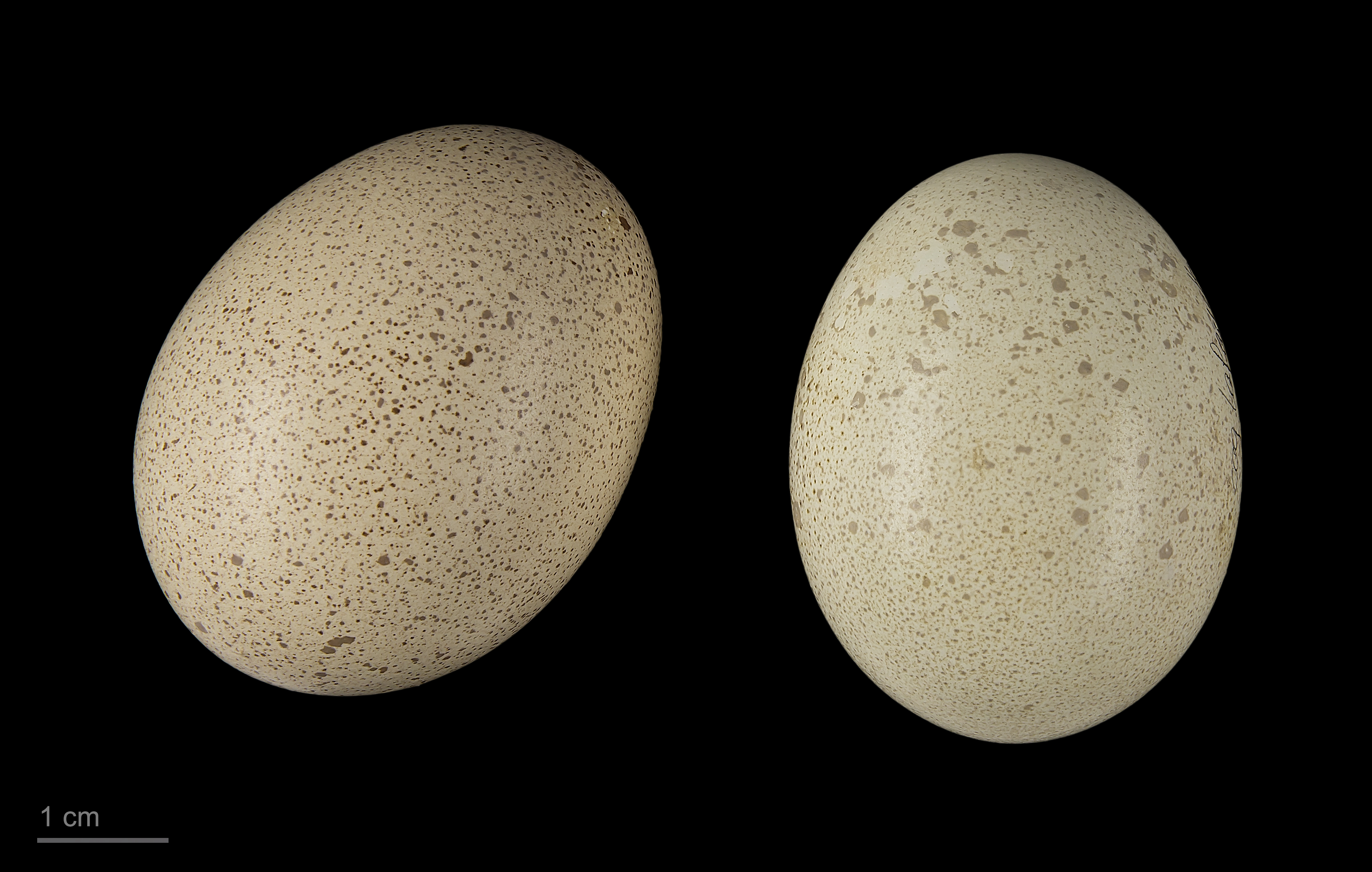
Gallus lafayettii

실론야계는 스리랑카 특산의 화려한 야계로서, 적색야계와 녹색야계의 양쪽의 특징을 다 가지고 있지만, 별개의 종이다. 서식지는 건조지대이다.
수탉의 얼굴 피부는 적색야계와 비슷하지만 볏의 톱니모양이 약간 짧다. 다양한 장식을 포함해서 얼굴과 목의 피부는 볏의 안쪽 일부에 길게 밝은 황색 부분이 있는 것을 제외하고는 붉다. 좁은 창끝 모양의 긴 곧추선 깃털은 목 뿐만 아니라 몸 전체의 대부분을 덮는다. 부리는 윗부리 가운데 능선이 어두운 갈색인 노르스름한 피부색이다. 눈은 노란색에서 노르스름한 오랜지색(수탉)이거나, 갈색이다(암탉). 정강이는 암,수 모두 갈색이 도는 노란색에서 붉은색으로, 번식기의 수탉의 색이 가장 선명하다. 수탉은 한 개의 길고 날카로운 며느리발톱이 나있고, 암탉은 보통 없다.